# Cade York
Cade F. York (McKinney, 27 gennaio 2001) è un giocatore di football americano statunitense che milita nel ruolo di kicker per i Cincinnati Bengals della National Football League.

## Carriera

### Cleveland Browns
York al college giocò a football a LSU dove vinse il campionato NCAA nel 2019. Fu scelto dai Cleveland Browns nel corso del quarto giro (124º assoluto) del Draft NFL 2022. Nella prima partita da professionista, contro i Carolina Panthers, segnò tutti e quattro i field goal tentati, incluso quello da 58 yard allo scadere che diede la vittoria ai Browns. Per questa prestazione fu premiato come miglior giocatore degli special team della AFC della settimana. La sua stagione da rookie con 24 field goal trasformati su 32 tentativi (75,0%).
Dopo avere faticato nella pre-stagione 2023, York fu svincolato.

### Tennessee Titans
Il 31 agosto 2023 York firmò con la squadra di allenamento dei Tennessee Titans.

## Palmarès
- Giocatore degli special team della AFC della settimana: 1

1ª del 2022